# ユタ・ブリースウィッツ
ユタ・ブリースウィッツ (ウータ・ブリーゼヴィッツ、Uta Briesewitz、1967年9月1日 - ）は、ドイツ・レーヴァークーゼン生まれの撮影監督・映画監督であり、ブラッド・アンダーソンの監督作品への参加で知られているほか、2010年以降はテレビドラマにエピソードの監督として参加していることでも知られている。

## 人物
幼少時からドイツのテレビ番組を通じて映画に没頭しており、次第にフランスのヌーベルバーグやイタリアの映画からも影響を受けていった。
あるインタビューにおいて、彼女は幼少期に強烈な印象を受けた作品としてフランソワ・トリュフォーの『アメリカの夜』、『アデルの恋の物語』、『恋愛日記』などをとりあげている。
当初、彼女は画家を目指していたが、キャリアとしては孤独過ぎると考えて諦めた。
ドイツのテレビ局にインターンシップを受けた後、 AFI Conservatoryの撮影プログラムを修了した。
2007年には、ウーマン・イン・フィルム・インターナショナルが主催するクリスタル・アンド・ルーシー賞のコダック・ヴィジョン賞(Kodak Vision award)を受賞した。

## フィルモグラフィ
- 1998年:ワンダーランド駅で Next Stop Wonderland
- 1999年: Love Stinks
- 2001年: セッション9 en:Session 9
- 2001年: Seven and a Match
- 2002年: The Scoundrel's Wife
- 2002年: XX/XY
- 2006年: The TV Set
- 2007年:ウォーク・ハード ロックへの階段 Walk Hard: The Dewey Cox Story
- 2010年: リセット Vanishing on 7th Street
- 2011年: ミスター・アーサー Arthur
- 2014年: Kitchen Sink
- 2015年:フリークス・シティ Freaks of Nature（Kitchen Sinkの長編映画化作品）

### テレビ番組
撮影監督として
- 1999年: Undressed
- 2000年:アメリカン・マスターズ American Masters
- 2002年/2004年:THE WIRE/ザ・ワイヤー The Wire
- 2003年: Homeless to Harvard: The Liz Murray Story（テレビ映画）
- 2004年/2005年:LAX LAX
- 2006年:THIEF/シーフ Thief
- 2006年:恋するブライアン What About Brian
- 2007年: Life Support(テレビ映画)
- 2007年: John from Cincinnati
- 2009年:ユナイテッド・ステイツ・オブ・タラ United States of Tara
- 2009年: Washingtonienne(パイロット版、シリーズ化されず)
- 2009年/2011年:Hung/ハング Hung
- 2012年: Ben and Kate
- 2013年: トゥルーブラッド True Blood
- 2014年: Complications
- 2015年: フアン家のアメリカ開拓記 Fresh Off the Boat
- 2015年: en:Weird Loners

監督として
- 2010年/2011年:Hung/ハング Hung
- 2012:Weeds ママの秘密 Weeds
- 2012年: Suburgatory
- 2013年/2016年: オレンジ・イズ・ニュー・ブラック Orange Is the New Black
- 2014年: House of Lies
- 2014年/2016年: Jane the Virgin
- 2014年/2015年:Awkward 不器用ジェナのはみだし青春日記 Awkward
- 2015年: UnREAL
- 2015年/2016年:ハンドレッド The 100
- 2015年/2018年:ジェシカ・ジョーンズ Jessica Jones
- 2015年: Agent X
- 2016年: Mad Dogs
- 2016年: Girlfriends' Guide to Divorce
- 2016年: フィアー・ザ・ウォーキング・デッド　Fear the Walking Dead
- 2017年:Marvel アイアン・フィスト Iron Fist
- 2017年:Marvel ザ・ディフェンダーズ The Defenders[2]
- 2017年:DEUCE/ポルノストリート in NY The Deuce[2]
- 2017年：Black Sails/ブラック・セイルズ Black Sails
- 2018年:THIS IS US This Is Us
- 2018年:オルタード・カーボン Altered Carbon
- 2018年: Here and Now
- 2018年:ウエストワールド Westworld[2]
- 2019年:ストレンジャー・シングス Stranger Things[2]
- 2021年:ホイール・オブ・タイム The Wheel of Time